# Jakowlew Jak-16
Die Jakowlew Jak-16 (russisch Яковлев Як-16, NATO-Codename Cork) war ein zweimotoriges sowjetisches Verkehrsflugzeug. Entwickelt wurde sie kurz nach dem Zweiten Weltkrieg. Es wurden von ihr nur zwei Exemplare hergestellt, da die Antonow An-2 die ihr zugedachte Aufgabe als Kurzstrecken-Passagierflugzeug besser und wirtschaftlicher erfüllte.

## Entwicklung
Die Jak-16 begann ihre Rollerprobung am 13. September 1947, der Erstflug erfolgte am 24. September mit Pilot Fjodor Abramow am Steuer. Sie wies trotz der relativ schwachen ASch-21-Motoren recht gute Flugeigenschaften auf.
Es wurden laut Forderung zwei Varianten gebaut: Eine Zivilversion mit der Bezeichnung Jak-16-I, die zehn Passagiere befördern konnte sowie eine Militärversion mit einem MG-Abwehrturm (ein 12,7-mm-MG UBT) hinter dem Cockpit auf dem Rumpfrücken. Diese Version hieß Jak-16-II und besaß eine größere, aufschiebbare Frachtluke auf der linken Rumpfseite sowie ein etwas verändertes Seitenleitwerk. Sie war in der Lage, sieben voll ausgerüstete Fallschirmjäger sowie drei Bomben an Unterflügel-Außenträgern zu befördern.

## Aufbau
Hergestellt war die Jak-16 in Ganzmetall-Halbschalenbauweise. Die Kabine war schall- und wärmeisoliert. Der Tragflächen waren in Tiefdecker-Anordnung freitragend mit dem Rumpf verbunden, das Leitwerk war Normalbauweise ausgeführt. Die beiden Haupträder des Heckradfahrwerkes konnten in die Motorgondeln eingefahren werden, wobei sie jedoch halb herausragten, um bei einer Bauchlandung die Flugzeugzelle zu schützen. Das Spornrad war nicht einziehbar.

## Technische Daten
| Kenngröße             | Daten                                                          |
| --------------------- | -------------------------------------------------------------- |
| Baujahre              | 1947                                                           |
| Konstrukteur          | Oleg Sidorow                                                   |
| Besatzung             | 2                                                              |
| Passagiere            | 10 + 100 kg Fracht                                             |
| Länge                 | 15,60 m                                                        |
| Spannweite            | 21,50 m                                                        |
| Höhe                  | 7,60 m                                                         |
| Flügelfläche          | 56,25 m²                                                       |
| Leermasse             | 4456 kg                                                        |
| Startmasse            | 6020 kg                                                        |
| Triebwerke            | zwei luftgekühlte Siebenzylinder-Sternmotoren Schwezow ASch-21 |
| Startleistung         | je 515 kW (700 PS)                                             |
| Höchstgeschwindigkeit | 370 km/h                                                       |
| Reisegeschwindigkeit  | 300 km/h                                                       |
| Steigzeit             | 2,3 min auf 1000 m Höhe                                        |
| Reichweite            | 800 km mit 480 kg Kraftstoff                                   |
| Gipfelhöhe            | 7550 m                                                         |